# Космос-1522
Космос-1522 је један од преко 2400 совјетских вјештачких сателита лансираних у оквиру програма Космос.
Космос-1522 је лансиран са космодрома Плесецк, СССР, 5. јануара 1984. Ракета-носач Космос је поставила сателит у орбиту око планете Земље. Маса сателита при лансирању је износила 40 килограма. Космос-1522 је био комуникациони сателит.